# ترانه‌شناسی بردی
بردی (به انگلیسی Birdy)، تا به حال سه آلبوم استدیویی، چهار آلبوم چندآهنگه، هفت تک آهنگ و شش موزیک ویدئو منتشر کرده است.

## آلبوم‌ها

### آلبوم‌های استدیویی
- بردی (۲۰۱۱) / Birdy
- آتش درون (۲۰۱۳) / Fire Within
- دروغ‌های زیبا (۲۰۱۶) / Beautiful Lies

### آلبوم‌های چندآهنگه
- زندگی در لندن (۲۰۱۱) / Live in London
- زندگی در پاریس (۲۰۱۲) / Live in Paris
- بردی (۲۰۱۳) / Birdy - Artisic Lounge
- نفس کشیدن (۲۰۱۳) / Breathe

### تک‌آهنگ‌ها
۲۰۱۱
- عشق لاغر مردنی یا عشق خجالتی / Skinny Love
- پناهگاه / Shelter
- مردمی که به مردم کمک می‌کنند / People Help the People

۲۰۱۲
- ۱۹۰۱ / ۱۹۰۱

۲۰۱۳
- بال‌ها / Wings
- بدون فرشته / No Angel

۲۰۱۴
- روشنم کن / Light Me Up
- کلمات به عنوان سلاح / Words as Weapons

۲۰۱۵
- بگذار همه اش برود / Let It All Go

۲۰۱۶
- سرتو بالا بگیر (نگه دار) / Keeping Your Head Up
- اسب‌های وحشی / Wild Horses
- کلمات / Words

### دیگر آهنگ‌ها
- دربارهٔ فرشته‌ها نیست (۲۰۱۴) / Not About Angels
- به دوست داشتنت ادامه خواهم داد (۲۰۱۴) / I'll Keep Loving You